# Безопасненская волость
Безопа́сненская во́лость — административно-территориальная единица в Ставропольском уезде Ставропольской губернии.
Волостной центр — село Безопасное.

## История
Образована в начале 1814 года в Ставропольском уезде. В неё вошли селения Безопасное, Летницкое, Медвежье и Преградное с общей численностью населением 3198 душ.
К 1840 году волость была переименована в Донскую.

## Административное устройство
В 1830-х годах входили следующие хутора при селах
с. Безопасного:
- Звегинцов у устья р. Большая Кугульта — 5 дворов, 35 д.
- Мышуков при урочище Воровская балка — 10 дворов, 58 д.
- Писаренко при роднике Ясенковом — 4 двора, 27 д. Сыволапенков на р. Егорлык — 1 двор, 8 д.

с. Георгиевского:
- Логачов при протоке Тугулук — 9 дворов, 45 д.

с. Донского:
- Барыбынов при р. Ташле — 1 двор, 18 д.
- Долженков в урочище Тугулук — 1 двор, 7 д.
- Кофанов при урочище Мамайка — 3 двора, 16 д.
- Лаптев при р. Ташле — 2 двора, 20 д.
- Моршнев при р. Ташле — 1 двор, 9 д.
- Полянский при урочище Тугулук — 3 двора, 15 д.

с. Летницкого:
- Лещов при р. Егорлык — 3 двора, 21 д.
- Сарокин при р. Егорлык — 4 двора, 35 д.
- Теряев при р. Рассыпной — 2 двора, 14 д.
- Черенков при р. Егорлык — 6 дворов, 31 д.

с. Медвежьего:
- Абрамов на р. Егорлык — 4 двора, 19 д.
- Чаплыгин (Чиплыгин) на р. Егорлык — 4 двора, 25 д.

В 1837 году численность 3824 души
- Безопасное
- Донское
- Новогеоргиевское
- Птичье